# Terézia Poliaková
Terézia Poliaková (ur. 2 kwietnia 1989 w Breźnie) – słowacka biathlonistka, uczestniczka Zimowych Igrzysk Olimpijskich 2014.
Podczas igrzysk w Soczi wzięła udział w dwóch konkurencjach biathlonowych. W biegu indywidualnym na 15 km zajęła 66. miejsce, wystąpiła również w sztafecie, jednak Słowacja nie została w niej sklasyfikowana.
Trzykrotnie wystąpiła w biathlonowych mistrzostwach świata. W 2013 roku zajęła 47. miejsce w biegu indywidualnym, w 2015 roku była 37. w biegu indywidualnym, 57. w sprincie, 49. w biegu pościgowym i 19. w sztafecie, a rok później zajęła 39. miejsce w sprincie, 58. miejsce w biegu pościgowym i 14. w sztafecie.
Dwa razy uczestniczyła również w mistrzostwach świata juniorów. W 2009 roku była 11. w sztafecie i 44. w biegu indywidualnym. Rok później zajęła 46. miejsce w biegu indywidualnym, dziewiąte w sztafecie i 43. w biegu pościgowym.
W Pucharze Świata najlepszy indywidualny rezultat osiągnęła w biegu pościgowym w Hochfilzen w sezonie 2014/2015, zajmując 28. miejsce.